# Jakob Rigaud
Jakob Rigaud (auch: Jacob) (* 5. August 1804 in Wesel; † 16. Juli 1861 in Frankfurt am Main) war ein Kaufmann und Politiker der Freien Stadt Frankfurt.

## Leben
Rigaud lebte als Kaufmann in Frankfurt am Main. Er war Teilhaber der Firma H.D. Dresler (Wechsel, Kommission und Spedition). Von 1844 bis 1853 war er Mitglied der Frankfurter Handelskammer. 1854 wurde er Gründungsmitglied der Frankfurter Bank. Daneben war er königlich niederländischer Generalkonsul für das Großherzogtum Hessen und die Freie Stadt Frankfurt sowie herzoglich nassauischer geheimer Finanzrat.
Er gehörte 1847 dem Gesetzgebenden Körper der Freien Stadt Frankfurt und der Verwaltung des Ludwigskanals an.